# Avellaneda (Santa Fe)
Avellaneda es un municipio del departamento General Obligado en el noreste de la provincia de Santa Fe. La ciudad de Avellaneda se encuentra en la margen izquierda del Arroyo El Rey, a 322 km de la capital provincial,  a 790 km de la ciudad de Buenos Aires, y a 5 km de Reconquista con la que forma una misma mancha urbana.
Se ubica sobre la Ruta Nacional 11, que facilita la conexión con los países miembros del Mercosur.
Sobre esta ciudad y con respecto a los pactos y tratativas celebrados por los Gobiernos de las Provincias de Corrientes y Santa Fe, se ubicará la cabecera de un puente que unirá ambas provincias, comunicando además a esta ciudad con su par correntina de Lavalle. La construcción de este puente en esta región, facilitará la interconexión de ambas provincias, además de servir como vía de salida para el tránsito citadino y el transporte de cargas de esa parte de ambas provincias, liberando además el flujo de tránsito del Puente General Manuel Belgrano, ubicado varios kilómetros al Norte y que une las Provincias del Chaco y Corrientes.

## Población
La localidad cuenta con 23 341 habitantes (Indec, 2010), lo que representa un incremento del 20% frente a los 19,402 habitantes (Indec, 2001) del censo anterior.
Está conurbada con Reconquista, cuya metrópolis cuenta con 93,890 habitantes (Indec, 2010).
| Gráfica de evolución demográfica de Avellaneda entre 1991 y 2010 |
|                                                                  |
| Fuente: censos nacionales del INDEC                              |

### Personalidades destacadas
Gabriel Batistuta, exjugador de fútbol
Ángel Comizzo, exjugador de fútbol

## Localidades y Parajes
- Avellaneda 23 341 habitantes. (censo 2010)
- Parajes
  - El Timbó (parte)
  - Santa Ana (Antes conocido como Campo Grande)
  - El Carmen
  - Avellaneda Oeste
  - La Colmena
  - Moussy
  - La Vertiente

## Origen e Historia

### Origen
Avellaneda tuvo su origen el 18 de enero de 1879 con la llegada, al entonces Territorio Nacional del Chaco, de un grupo de familias provenientes de la Región del Friul-Venecia Julia, y de la Provincia Autónoma de Trento, Italia, atraídos por los postulados de la Ley 817 de Inmigración y Colonización, promulgada por el presidente argentino Dr. Nicolás Avellaneda. Esa fecha fue tomada como fundación de esta población que lleva el nombre del mandatario nacional.
Estas familias se instalaron en la margen izquierda del Arroyo “El Rey”, afluente del Río San Jerónimo y este, a su vez del Río Paraná.
La Ruta Nacional 11 Carretera “Juan de Garay” atraviesa su radio urbano uniendo el norte y el sur argentinos y sirviendo, además, como ruta internacional para los países del Mercosur.

### Historia
El primer grupo de inmigrantes fue ubicado en el sector este del radio urbano de Avellaneda, en un gran terreno rodeado por un foso lleno de agua. Ya ubicados en sus respectivas propiedades construyeron sus viviendas con los materiales que la naturaleza les ofrecía en abundancia. Los primeros habitantes se dedicaron fundamentalmente a la actividad agrícola.
En el mes de agosto de 1879, cuando la población había comenzado a tomar su ritmo, el Coronel Manuel Obligado, enviado a esta región por el gobierno nacional para impedir el avance de los indígenas hacia el sur, reunió a todos los inmigrantes para agasajarlos con un asado - el primero que comían ellos en esta tierra - preparado por sus soldados. Al finalizar el mismo propuso que, en homenaje al entonces presidente argentino, pusieran el nombre de Presidente Dr. Nicolás Avellaneda al pueblo que estaba surgiendo.[cita requerida] Mudo testigo de este importante momento fue un frondoso quebracho que aún hoy se conserva en la plaza central con sus ramas secas tendidas al cielo como implorando la bendición de Dios sobre esta ciudad.
Su edificación es de baja altura, observándose en su mayoría viviendas.

## Ciudades Hermanas
- Gorizia, Provincia de Gorizia (Friul-Venecia Julia, Italia).

## Clima
- Avellaneda está ubicada en una región cuya característica fundamental es que posee un clima subtropical húmedo, con temperaturas medias anuales de 20,5 °C. La temperatura media del mes más frío, vale decir, julio, es de 14 º con una máxima media de 20 º y una mínima media de 9 °C, y la del mes más cálido, es decir, enero, de 27 °C con una máxima media de 34 °C y una mínima media de 20 °C. Ilustrativamente podemos decir que, en invierno, se llegó a -3 °C con grandes heladas y sin viento, y en verano, a marcas absolutas de 43 °C. Respecto a la sensación térmica, es frecuente encontrar, en invierno, registros de -5 o -7 °C. En verano, se producen sensaciones térmicas de hasta 48 °C.[cita requerida]
- Los vientos que predominan son los del norte en verano cuya característica es la de ser muy calurosos, y los del sur, en invierno, bastantes frescos, con tendencia a soplar desde el este. Los vientos procedentes del oeste y nordeste, son poco comunes en la ciudad.
- Acerca de las lluvias, podemos decir que, el mes más lluvioso es marzo, mientras que los que registran menos precipitaciones son junio, julio y agosto.

## Economía
- La ciudad de Avellaneda es uno de los centros industriales más importantes del norte argentino. [cita requerida]Cuenta con importantes establecimientos fabriles que procesan, fundamentalmente, materias primas agrícolas. También se localizan en esta ciudad fábricas de alfajores, de jugos y bebidas gaseosas, de maquinaria agrícola, de herbicidas e insecticidas, de pañales, de biodiésel, de alimentos balanceados, plantas procesadoras de aves, impresoras, cerámicas, ladrilleras y cerveza artesanal.

Además existieron hace unos años 5 desmotadoras de algodón (de las cuales hoy solo una subsiste debido a la migración del cultivo).
- El sector agropecuario también reviste importancia en el distrito, ya que cuenta con numerosas hectáreas cultivadas. Dentro de este sector es dable destacar el importante peso relativo de la soja en las tierras cultivadas.

## Parroquias de la Iglesia católica en Avellaneda
| Diócesis  | Reconquista                 |
| --------- | --------------------------- |
| Parroquia | Nuestra Señora de la Merced |

## Instituciones Educativas

### Nivel Inicial
- Jardín de Infantes Nucleados N.º 8153 "Laura Devetach"
- Jardín de Infantes Nucleados N.º 8245
- Jardín de Inf. Partic. Incorp. N.º 1476 "Ntra. Sra. De la Merced"
- Jardín de Inf. Partic. Incorp. N.º 1495 "Amelia Ana Agustini de Vicentín"
- Jardín de Inf. Partic. Incorp. N.º 1500 "María de Lourdes"

### Primarias Urbanas
- Escuela Provincial N.º 6104 "Presidente Nicolás Avellaneda"
- Escuela Provincial N.º 1349
- Escuela Provincial N.º 1205 "Comandante Luis Piedrabuena"
- Escuela Provincial N.º 138 "Bernando Houssay"
- Escuela Provincial N.º 928 "Bernandino Rivadavia"
- Escuela Provincial N.º 1174 "Brig. Estanislao López"
- Escuela Provincial N.º 1296 "Máximo Vicentín"
- Escuela Particular Incorporada N.º 1071 Colegio "Ntra. Sra. Del Lourdes" — (Semiprivada)
- Escuela Particular Incorporada N.º 1098 Colegio "Ntra. Sra. De la Merced" — (Privada)

### Primarias Rurales
- Escuela Provincial N.º 6314 "Fray Luis Beltrán"
- Escuela Provincial N.º 6209 "Vicecomodoro Marambio"
- Escuela Provincial N.º 192 "Simón de Iriondo"
- CER N.º 602 (Centro Educativo Radial)
- Escuela Provincial N.º 6148 "Juan José Paso"
- Escuela Provincial N.º 6114 "Gral. Manuel Belgrano"
- Escuela Provincial N.º 1168 "Gral. Manuel Obligado"
- Escuela Provincial N.º 6146 "Rastreador Fournier"

### Medias
- E.E.S.O.P.I N.º 8169 — (Privada) "Instituto Gustavo Martínez Zuviria"
- E.E.S.O.P.I N.º 8206 — (Privada) "Instituto Roberto Vicentín"
- E.E.T N.º 451
- ANEXO N.º 1451
- ANEXO N.º 2451
- A.E.S.O N.º 3451
- E.E.S.O N.º 576
- E.E.S.O N.º 520
- E.E.M.P.A N.º 1192
- E.E.S.O.P.I N.º 8202 "EFA Moussy"

### Media no formal
- Centro Pcial. de Formación Prof. N.º 03

### Terciaria
- Instituto Sup. Partic. Incorp. N.º 4013 "Padre Joaquín Bonaldo" — (Privada)